# Неаполітанське королівство (наполеонівське)
Неаполітанське королівство (італ. Regno di Napoli; неап. Regno 'e Napule) — клієнтська держава Французької імперії у Південній Італії, яка існувала з 1806 до 1815 року. Наполеон заснував королівство після того, як король Неаполітанський та Сицилійський з династії Бурбонів Фердинанд I перейшов на бік Третьої антинаполеонівськоїї коаліції і був змушений втікти зі свого королівства через французьке вторгнення. На його місце було призначено старшого брата Наполеона, Жозефа Бонапарта. Жозеф дарував титул «принців Неаполітанських» у спадок своїм дітям та онукам. В 1808 році Жозеф став королем Іспанії і Наполеон призначив на його місце свого зятя, маршала Франції Йоахіма Мюрата. Пізніше, у 1815 році, Мюрат був повалений Віденським конгресом після зіткнення з Австрією в Неаполітанській війні, в якій він зазнав вирішальної поразки в Битві при Толентіно.

## Передумови
Король Неаполя Фердинанд IV та його дружина, королева Марія Кароліна Австрійська, були затятими противниками революційної Франції та Наполеона Бонапарта, якого королева називала «корсиканським покидьком, повним злоби» у своєму листуванні з Марціо Мастріллі, послом Неаполя у Франції. Напередодні Війни третьої коаліції в 1805 році Марія Кароліна запевнила французького посла в Неаполі Шарля-Жана-Марі Альк'є, що її країна залишатиметься нейтральною під час конфлікту. У Парижі 21 вересня Мастріллі та міністр закордонних справ Франції Талейран навіть підписали договір, що передбачав нейтралітет Неаполя в обмін на евакуацію портів, зайнятих французькою армією. Однак неаполітанські государі вели подвійну гру, оскільки 10 вересня в Неаполі було підписано таємний договір з російським емісаром Олександром Татіщевим. Згідно з цим договором, король Фердинанд дозволив розміщення військ коаліції у своєму королівстві та передав свою армію під російське командування.
14 жовтня, відповідно до франко-неаполітанського договору, французькі війська під командуванням генерала Лорана де Гувіона Сен-Сіра розпочали відступ, але протягом наступних тижнів у Неаполі висадилися російсько-британський експедиційний корпус. До кінця листопада російсько-неаполітанська армія вступила у наполеонівське Італійське королівство. Хоча Наполеон спочатку не розглядав можливість вторгнення в Південну Італію, зрада Неаполя змінила його думку. Створення Неаполітанського королівства під французьким пануванням стало результатом обставин, оскільки французький імператор спочатку передбачав простий союз.

## Французьке завоювання Неаполя
27 грудня, наступного дня після підписання Пресбурзького договору між Францією та Австрією, Наполеон заявив у Шенбруннському палаці: «Неаполітанська династія припинила своє правління. Її існування несумісне з миром у Європі та честю моєї корони». Водночас генерал Гувіон Сен-Сір виступив на Неаполь на чолі 40-тисячної армії, сформованої 9 грудня. Спочатку його замінив генерал Андре Массена, а потім, імператорським указом від 6 січня 1806 року, Жозеф Бонапарт, старший брат Наполеона, якого з цієї нагоди було підвищено до генерала дивізії зі званням лейтенанта імператора. Наполеон мав намір скористатись ефектом Аустерліцької битви, щоб вибити австрійські та російські війська з Італії, захопивши водночас Неаполітанське королівство, останнє володіння Бурбонів на півострові. Кампанія була ще більш сприятливою для французів, оскільки англо-російський експедиційний корпус відступив до Калабрії, залишивши неаполітанців напризволяще.
Французи взяли Капую 6 лютого. Наступного дня королева Неаполітанська Марія Кароліна благала Наполеона про помилування, але безуспішно. 15 лютого Жозеф Бонапарт урочисто в'їхав до міста Неаполь. Фердинанд IV та Марія Кароліна втекли на Сицилію та зробили Палермо новою столицею своїх володінь, які тепер були скорочені до Сицилійського королівства. Вторгнення в Неаполь тривало кілька місяців. Британські війська захищали Калабрію і навіть здобули перемогу під Майдою 4 липня проти військ генерала Жана Реньє. Регіон був заспокоєний до кінця літа, після втручання військ Массени, тоді як Гаета, яку захищав князь Людовик Гессен-Філіпстальський, який відмовився підкоритися наказу про капітуляцію, впала після майже п'ятимісячної облоги.

## Правління Жозефа Бонапарта

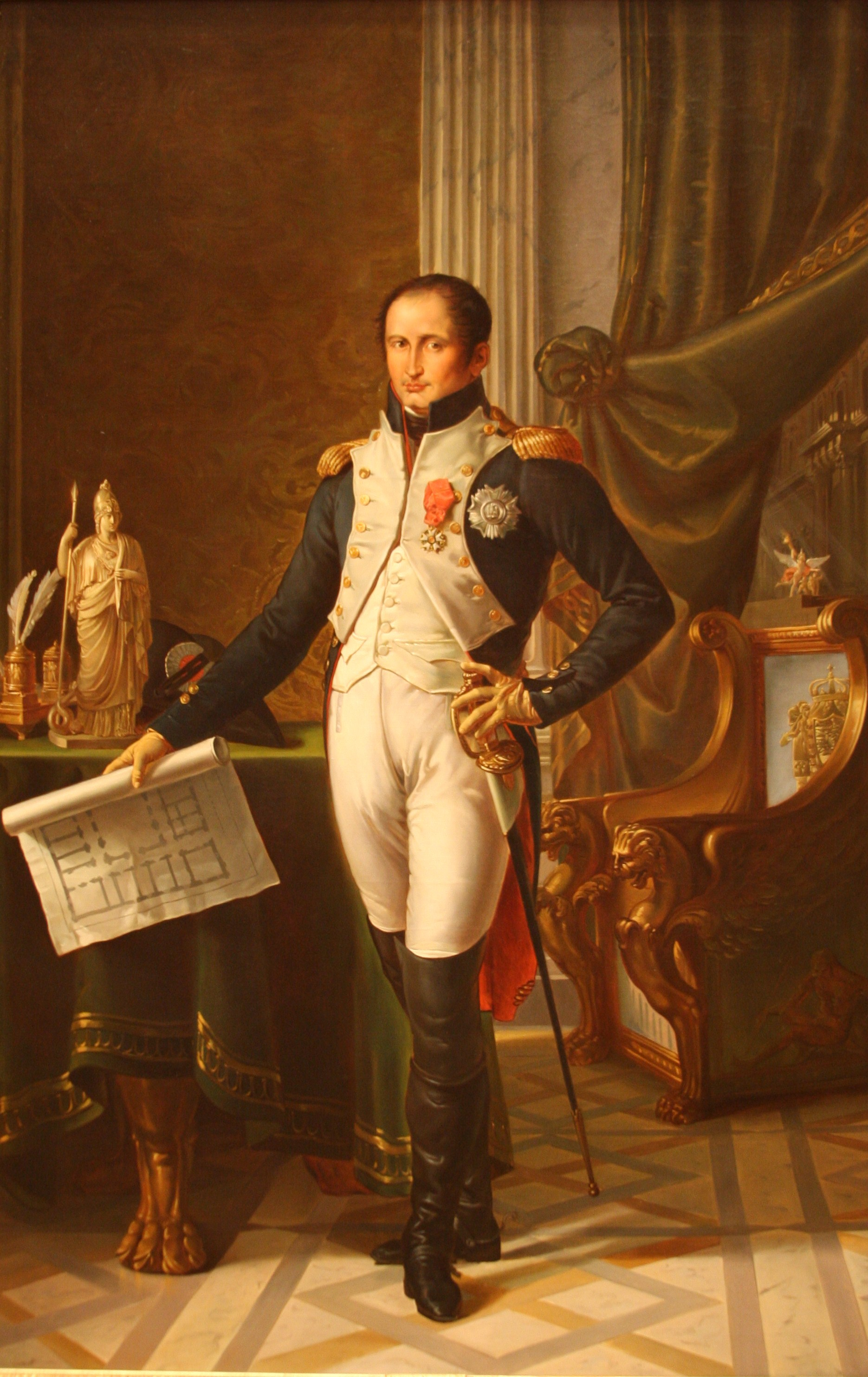
«Жозеф Наполеон, король Неаполітанський», картина Жана-Батиста Віка (1808)

Взявши під свій контроль країну, Жозеф Бонапарт почав організовувати її інституції. 30 березня 1806 року Наполеон підписав у Тюїльрі акт, яким титулував свого брата Жозефа «королем Неаполя та Сицилії». Таким чином, Жозеф став першим з братів і сестер Наполеона, якого було призначено правителем європейської держави. Він взяв собі королівське ім'я Жозеф Наполеон (Джузеппе Наполеоне). Контроль над Неаполем мав ключове значення для Французької імперії, оскільки дозволяв їй завершити завоювання Італійського півострова, за винятком Папської області та Республіки Сан-Марино і водночас забезпечував контроль над морськими шляхами Середземного та Адріатичного морів. Ледве отримавши проголошення королем, Жозефу Бонапарту було доручено взяти участь у війні проти Сполученого Королівства. Про це йому оголосила делегація Консервативного Сенату, направлена до Неаполя Наполеоном, до складу якої входили П'єр-Луї Родерер, Катерін-Домінік Періньйон та П'єр Марі Бартелемі Феріно, яких Жозеф прийняв 11 травня. У листуванні з братом Наполеон зазначив йому, що його суверенітет буде гарантований лише після прибуття сенаторів, що мало показати, що його королівство безпосередньо інтегроване у французьку систему.
З моменту сходження на престол Жозеф прагнув культивувати імідж «короля-реформатора, стурбованого благополуччям своїх підданих», порівняно з «Фердинандом IV, якого майже не хвилювала доля його народу». Він особисто залучився в управління державою не лише для того, щоб догодити братові, а й тому, що вважав це необхідним. Тому він головував на радах, викликав або писав своїм генералам та адміністраторам у спосіб, подібний до імператора, та робив позначки до досьє та звітів. Але йому довелося підтримувати репресивний апарат перед обличчям змов і повстань, а також діяти в контексті, обмеженому міжнародною ситуацією.

### Реформи
У модернізаційному дусі Французької революції король Жозеф Наполеон запровадив програму масштабних реформ в організації та структурі стародавнього феодального королівства. Неаполітанська знать у своїй більшості доброзичливо зустріла зміну режиму, очікуючи гарантій та консолідації нової влади, оскільки місцеві еліти втомилися від авторитаризму колишньої королеви Марії Кароліни Австрійської. За Жозефа монархічні та авторитарні рамки зберігалися, але в контексті активної політики адміністративних, судових, військових, фінансових, соціальних, освітніх та культурних реформ. Новий государ призначив П'єра-Луї Редерера міністром фінансів, Антуана Крістофа Салічеті міністром поліції та генерала Матьє Дюма військовим міністром.

#### Адміністрація
Ставши королем Неаполя, Жозеф Бонапарт розпочав серію реформ, спрямованих на забезпечення переходу державних структур до раціональності, порядку та ефективності, зокрема, зі створенням:
- Міністерство поліції та префектура поліції для міста Неаполь (28 лютого 1806 р.);
- Міністерство внутрішніх справ, відповідальне за значну частину цивільної діяльності держави (31 березня 1806 р.);
- Державна рада для консультування суверена та участі у правовому впровадженні реформ (16 травня 1806 р.);
- Державний секретаріат для організації та моніторингу урядової політики (8 вересня 1806 р.);
- офіси аудиторів Державної ради для підготовки молодого класу адміністраторів (10 серпня 1807 р.);
- Рахунковий суд (19 грудня 1807 р.);
- нова організація території (Закон від 8 серпня 1806 року).

Територіальна організація була подібною до французької: вона передбачала створення тринадцяти провінцій на чолі з інтендантом та сорока двох округів на чолі з супінентантом. Однак король Жозеф пішов далі, оприлюднивши Закон від 8 грудня 1806 року, який визначив, що 2520 комун королівства будуть згруповані в 495 «урядів», що мали ще більшу структуру, ніж французькі кантони.

#### Фінанси

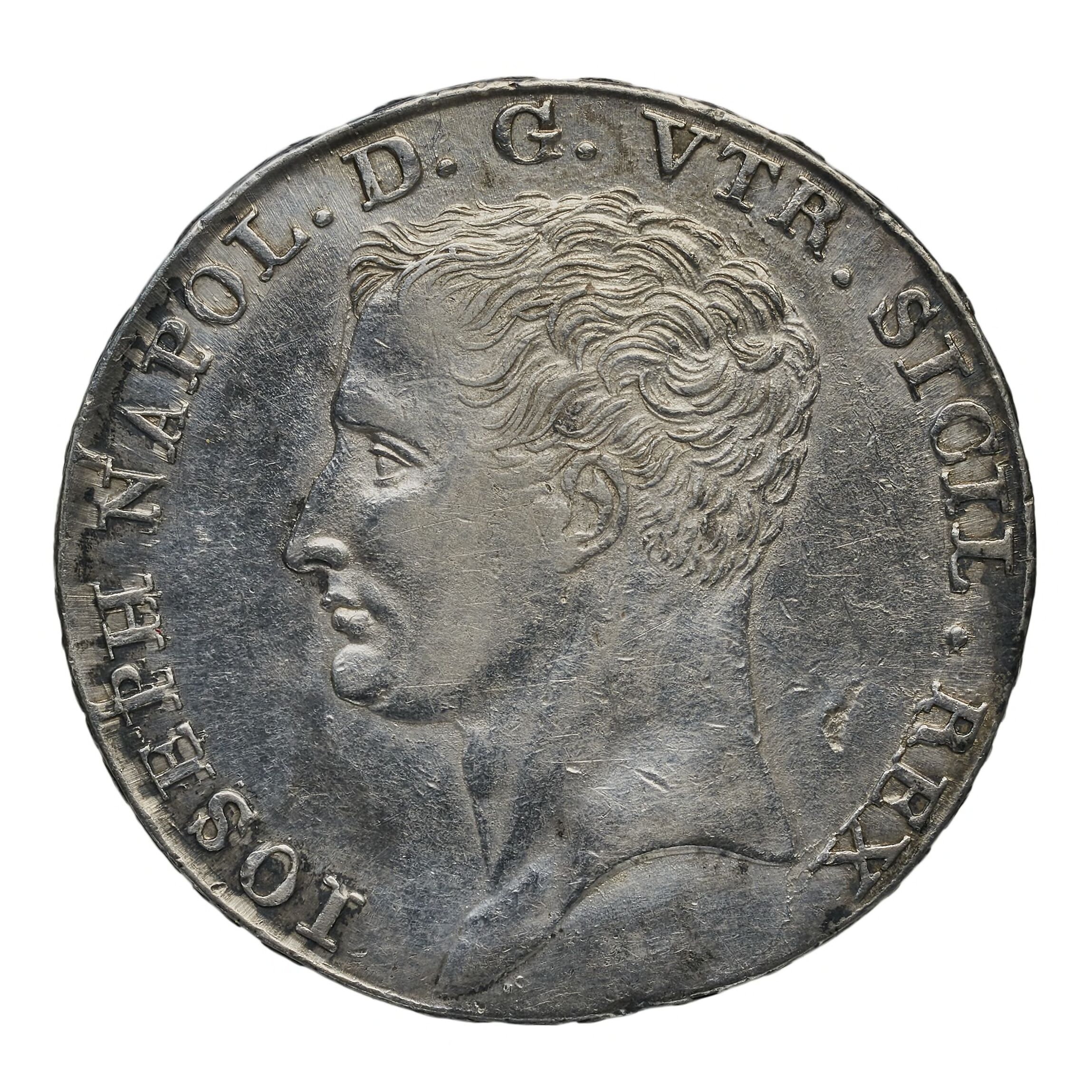
120 гран Жозефа Наполеона, викарбуваних у 1808 році. Легенда: IOSEPH NAPOL. D. G. VTR. SICIL. REX

У 1806 році фінансове становище Неаполя було катастрофічним. Скарбниця була порожня, королівські палаци спорожніли, а готівкові банківські резерви були вивезені на Сицилію втікачами Бурбонами. Міністр фінансів Родерер відповідав за проекти зі стягнення боргів та податків і зосередив свої зусилля на реформуванні податків на майно. Король Неаполя та його чиновники прагнули запровадити режим жорсткої економії там, де раніше панував клієнтелізм. Він звернувся до римських банкірів, але попри всі зусилля, доходів було недостатньо, а фінансове становище залишалося нестабільним. Для реалізації своєї політики було продано частину королівського домену, що належав державі, емігрантам та католицькій церкві. Зрештою, Жозеф запровадив винятковий податок у розмірі 22 мільйонів франків і домовився про позику близько 5 мільйонів франків з річною процентною ставкою шість відсотків.
Для щоденних операцій та інвестицій, окрім структурної економії та скорочення кількості агентів, з 1806 року було проведено модернізацію оподаткування та адміністрування, включаючи встановлення нових внесків, групування податків, збільшення митних тарифів, дію лотереї та гербового збору, вдосконалення земельного реєстру, скасування оренди, наданої баронам, та створення Реєстру державного боргу. Збір усіх податків поступово передавався під управління центральної податкової служби, оскільки уряд залучав підрядників та компенсував тим, хто втратив свої феодальні привілеї на збирання податків, облігаціями. Жозеф, який особисто головував у Раді фінансів, заохочував об'єднання установ, залишивши Йоахіму Мюрату створення у 1809 році Банку Обох Сицилій, розробленого за зразком Банку Франції.

#### Військо

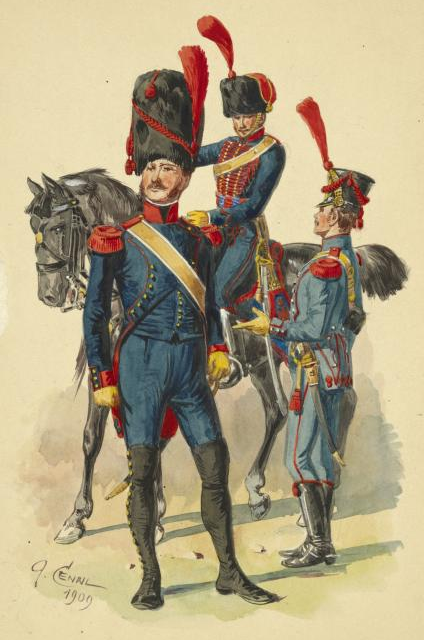
Артилеристи неаполітанської королівської гвардії в 1812 році, малюнок Квінто Ченні

З липня 1806 року для глибокої реорганізації Неаполітанської армії, «розпуск якої був повним», за словами військового міністра Дюма, було прийнято французьку модель: були створені військові школи, казарми та військові шпиталі. На зразок французької Національної гвардії було створено Провінційну гвардію для підтримки порядку та спостереження за громадськими будівлями, тоді як Неаполь отримав Цивільну гвардію. Були створені легіони жандармерських та поліцейських комісарів. Хоча Жозеф був противником репресивної політики, яку часто застосовував Наполеон, він все ж таки впровадив її в Неаполі проти своїх опонентів, і страту маркіза Джамбаттіста Родіо, якого заарештували та розстріляли без вагомих доказів, нагадувало справу герцога Ангієнського 1804 року.
26 серпня 1806 року Жозеф створив Королівську гвардію, що складалася з двох піхотних полків, одного кавалерійського полку, двох артилерійських рот та роти елітних жандармів. Регулярна армія комплектувалася за рахунок рекрутської служби, яка за часів правління Жозефа забезпечила трохи більше 60 000 чоловіків. Жозеф фактично командував Неаполітанською армією, а також французьким, італійським та польськими контингентами, розміщеними в його королівстві.

#### Соціальні проблеми
Однією з перших цілей Жозефа як короля було скасування феодальних порядків. Хоча політичне панування земельних сеньйорів та духовенства зникло десятиліттями раніше, їхня економічна влада та вплив на розуми людей залишалися сильними. У більшості комун селяни продовжували сплачувати натуральні або грошові збори за різні аспекти сільського життя: продаж землі, насіння, воду, гній, що становило майже 180 різних поборів. Вони також залежали від рішень землевласників щодо методів ведення сільського господарства та організації торгівлі та ринків. Систему описували як «жахливе поєднання привілеїв, монополій, зловживань та узурпації».
Указом від 2 серпня 1806 року феодалізм було скасовано, а всі права та привілеї дворянства обмежено. Практику ввідкупу податків також було припинено. Додаткові законодавчі акти поступово доповнили декрет звільненням від використання водних шляхів, скасуванням кількох податків, можливістю викупу земель та прав на їх експлуатацію, поділом колективних володінь, скасуванням фідеїкоміси, яка виключала торгівлю та успадкування певних об'єктів власності та прав. Опір цим заходам був сильним, але ініціативи Жозефа були продовжені за правління Йоахіма Мюрата та підтримані відновленими Бурбонами, які внесли мало змін до рішень, прийнятих протягом наполеонівського десятиліття. Жозеф також заснував благодійні організації та лікарні для подальшої підтримки своїх реформ.

#### Освіта
За правління Жозефа цивільна освіта та інтелектуальне життя досягли значного розвитку. Державну освіту було переосмислено: щоб дати провінційним державним коледжам час на створення, він терпів утримання релігійних шкіл. Він наказав створити навчальні заклади для дівчат — одинадцять з яких було створено лише у столиці — та доручив професійним групам створювати консерваторії для учнівства. Жозеф доручив комунам розвивати початкову освіту та відкрив установи для догляду за 5600 підкидьками королівства.

#### Релігія
Продовжуючи антиклерикальні настрої часів Французької революції, церковне майно масово конфіскувалося та продавалося з аукціонів як biens nationaux (як компенсацію за втрату феодальних привілеїв дворяни отримували сертифікат, який можна було обміняти на таке майно). Однак не всю церковну землю було продано одразу, а частину зберегли для підтримки благодійних та освітніх фондів. Більшість чернечих орденів також було ліквідовано, а їхні кошти передано до королівської скарбниці, зокрема були розпущеня бенедиктинці та єзуїти, але Жозеф зберіг францисканців.

#### Співпраця з місцевими елітами
Жозеф закликав місцеву еліту зміцнити свою владу та розробив закони, щоб зблизити французьких членів свого оточення та адміністрацію з неаполітанською елітою. Численні французькі громадяни оселилися в королівстві та здобули biens nationaux. Жозеф не враховував негативного іміджу, який французи мали про місцеву знать, яку зневажали через її велику кількість із 163 князів та 279 герцогів, що часто не мали засобів для підтримки свого звання
Жозеф прагнув зблизити їх з французами, зокрема через шлюби: одна з дочок маршала Жана-Батиста Журдена вийшла заміж за князя Луперано, важливе ім'я королівства, тоді як дочка міністра внутрішніх справ Салічеті була одружена з князем Тореллою. Жозеф дарував неаполітанські титули своїм найближчим союзникам: Карл Саліньї був призначений герцогом Сан-Джермано, Андре Франсуа Міо — графом Меліто, Пауль Фелікс Феррі-Пізані графом Сант-Анастазії. Наполеон уповноважив Жозефа створити Королівський орден Обох Сицилій у 1808 році. За часів правління Жозефа Королівський палац та палац Каподімонте в Неаполі вперше були відкриті для буржуазії.

### Опозиція

#### Військовий опір
Перші місяці правління Жозефа були важкими. Британські війська окупували Калабрію, тоді як місто Гаета чинило опір французьким військам і дозволило британцям мати гавань для укриття своїх кораблів. Лише після важкої облоги Жозеф зміг оголосити Наполеону про взяття Гаети. У Калабрії Массена відновив порядок, але ціною численних поборів. Армії бракувало грошей, спорядження та підкріплення. Жозеф поставив собі за мету зібрати армію з 50 000 воїнів протягом наступних місяців. Тим часом йому довелося просити у Наполеона підтримки для покриття витрат армії, що не обійшлося без зауважень імператора: «Не чекайте від мене грошей. 50 000 франків золотом, які я вам надіслав, — це остання сума, яку я надсилаю до Неаполя».

#### Змови
Численні змови та напади, що безпосередньо загрожували життю короля та його міністрів, були зірвані між 1806 і 1808 роками. Багатьох підбурювали прихильники Марії Кароліни Австрійської та Фра Діаволо . Ця ситуація непокоїла Наполеона, який у листі від 31 травня 1806 року порадив своєму братові створити Королівську гвардію: «Сформуйте свою гвардію з 4 полків єгерів та гусарів . Сформуйте також 2 батальйони гренадерів». Він також рекомендував бути найобережнішим: «Призначте одного командира гвардії та ставтеся з підозрою до всіх неаполітанців. Камердинери, кухарі, гвардійці повинні бути французами».

### Конституція
Конституція Неаполітанського королівства, офіційно Конституційний статут Королівства Неаполь та Сицилія ( Statuto costituzionale del Regno di Napoli e di Sicilia ), була підписана королем Жозефом Наполеоном 20 червня 1808 року, незадовго до того, як його змінив маршал Йоахім Мюрат.

## Правління Йоахіма Мюрата

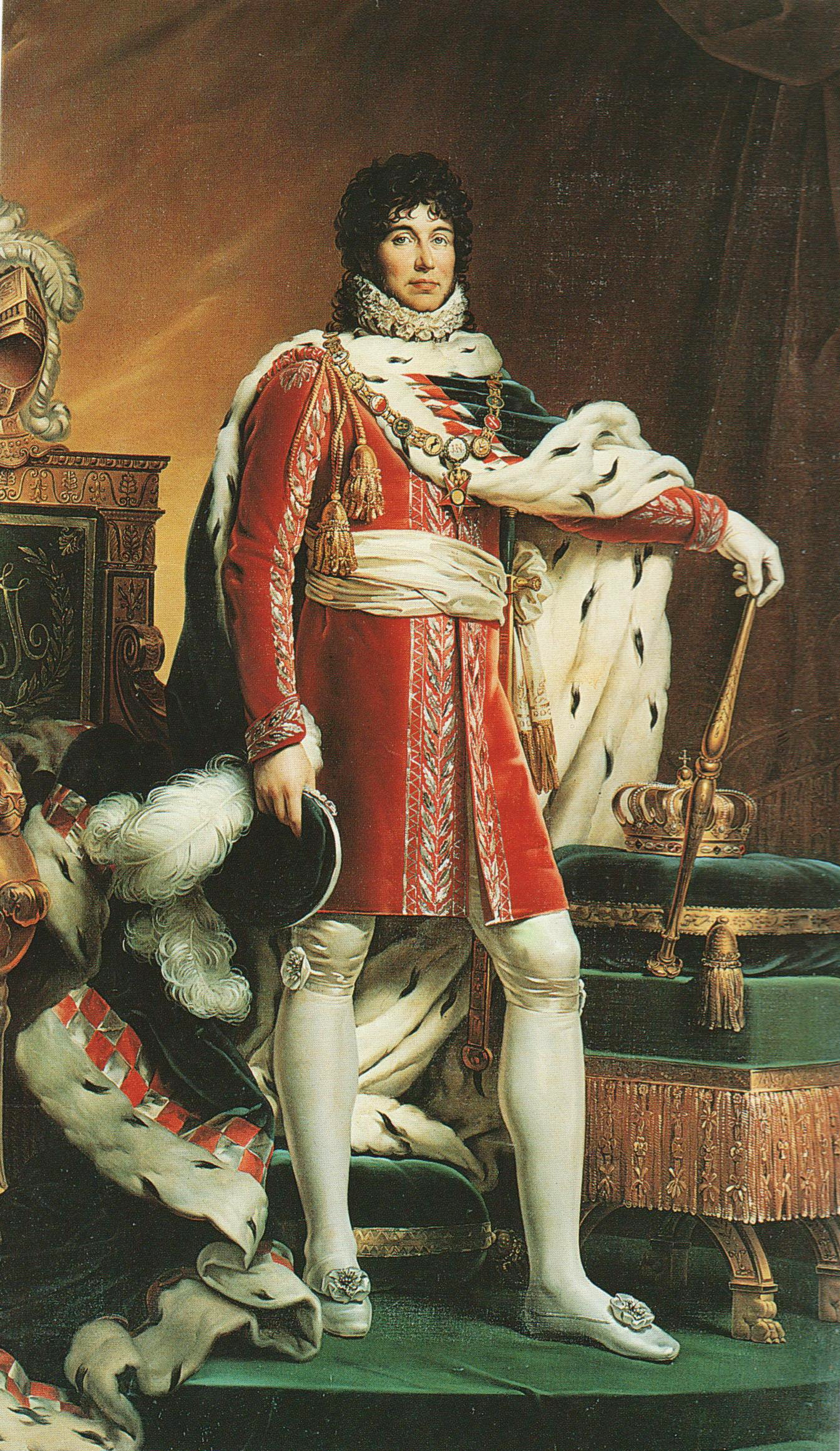
Йоахім Мюрат з Орденом Обох Сицилій

Жозеф Бонапарт правив Неаполем два роки. 21 травня 1808 року він отримав наказ від Наполеона вирушити до Байонни: «Нація через Раду Кастилії просить у мене короля. Саме вам я призначаю цю корону». Жозеф став королем Іспанії, а корону Неаполя було запропоновано маршалу Йоахіму Мюрату, чоловікові сестри Наполеона Кароліни Бонапарт. 15 липня 1808 року за Байонським договором Мюрат та його дружина отримали корону Неаполя від Наполеона. Натомість подружжя Мюрат мало відмовитися від Великого герцогства Берзького в Німеччині, усього свого особистого майна та нерухомості у Франції, а також від зарплати Мюрата як маршала Імперії, зберігаючи при цьому титул. В обмін на ці зречення Мюрата було призначено королем Неаполітанського короівства під королівським іменем Йоахім Наполеон (Джаккіно Наполеоне). Він урочисто в'їхав до Неаполя 6 вересня 1808 року. Пройшовши під тріумфальними арками, він отримав шану від міської знаті, а в Неаполітанському соборі йому заспівали Te Deum.
Оскільки Йоахім перевів з до Іспанії Королівську гвардію та найкращі полки Неаполітанського королівства, Мюрату довелося відновити неаполітанську армію. Його досвід дозволив йому виконати це завдання. Для цього Мюрат скасував військові комісії, амністував дезертирів, помилував десятки засуджених до смертної кари та відкликав емігрантів. Мюрат прагнув показати неаполітанцям, що він є їхнім єдиним сувереном і що він повністю впевнений у своїй ролі короля. Незважаючи ні на що, це не принесло йому похвали Наполеона: «Я бачив ваші укази, які не мають сенсу. Навіщо відкликати вигнанців і віддавати майно людям, які змовляються проти мене?». У жовтні 1808 року генерал Жан Максиміліан Ламарк захопив у британців острів Капрі. Неаполь успішно оборонявся від ескадри британського королівського флоту під час Війни п'ятої коаліції в 1809 році. Однак спроба Мюрата анексувати Сицилію, місце заслання колишнього неаполітанського суверена Фердинанда I, закінчилася невдачею і знову дала Наполеону можливість закріпити свою владу над королівством і показати Мюрату, що він повинен вважати себе підданим. Імператор вимагав грошей, військ і нав'язав Неаполю відкриття кордонів для французьких товарів і суворе дотримання континентальної блокади.
Фінансове становище Неаполя залишалося складним на момент сходження на престол Мюрата. Рьодерер, колишній міністр фінансів, поїхав разом із Йозефом, державні службовці та солдати не отримували зарплату місяцями, а країну охопив розбій . За підтримки та порад свого міністра фінансів Жана-Мішеля Агара Мюрат відновив частину фінансів країни без підвищення податків, запровадив Кодекс Наполеона, завершив скасування феодалізму та частково придушив розбійництво в Абруццо та Калабрії. Водночас Кароліна підтримала свого чоловіка, заснувавши школу-інтернат для навчання молодих жінок з неаполітанського вищого суспільства. Вона підтримувала розкопки Геркуланума та Помпеїв і пропагувала французьке мистецтво, зокрема живопис разом із Жаном-Огюстом-Домініком Енгром. Серед картин, створених Енгром під патронажем Кароліни, є «Сонниця Неаполя» (1809) та «Велика одаліска» (1814).

### Конфлікт з Наполеоном
Успіхи Мюрата як короля спонукали його до прагнення до більшої автономії від Наполеона, щоб панувати в повній незалежності від Французької імперії. Таким чином, король Неаполя вдавався до дедалі більшої особистої ініціативи. Він звільнив з посади губернатора Неаполя свого колегу-маршала Кетрін-Домінік де Періньйон і замінив його неаполітанським підполковником. Указом від 17 липня 1812 року він постановив, що всі французькі цивільні особи та солдати, які проживають у Неаполі, повинні бути натуралізовані. Крім того, французький прапор був замінений на кораблях і фортецях новим неаполітанським прапором: синій фон з облямівкою, що утворює шахову дошку з чергуванням білих і малинових квадратів. Зіткнувшись з цими ініціативами, Наполеон негайно відреагував: «Враховуючи наш указ від 30 березня 1806 року, згідно з яким Королівство Обох Сицилій є частиною нашої Імперії, враховуючи, що король, який керує цією державою, є французом і що він був поставлений на престол не інакше, як зусиллями нашого народу: ми постановляємо: Усі громадяни Франції є громадянами Обох Сицилій. Ваш указ не застосовується до них».

### Перехід на інший бік у 1814 та 1815 роках
У 1812 році Мюрат залишив Кароліну як регента Неаполя та приєднався до Наполеона у катастрофічній російській кампанії. Після повернення, у міру втрати влади Наполеоном, він дедалі більше прагнув врятувати своє королівство. Налагодивши зв'язки з Австрією та Британією, Мюрат 11 січня 1814 року підписав договір з австрійцями, за яким, в обмін на відмову від претензій на Сицилію та надання військової підтримки союзникам у війні проти свого колишнього імператора, Австрія гарантувала йому подальше володіння Неаполем. 17 січня Мюрат опублікував прокламацію до народу Італії, в якій оголосив про щойно зайняв свою сторону та мету, якої він прагнув: «справедливі причини спонукали нас шукати союзу з коаліцією проти імператора Франції, і нам пощастило бути прийнятими». Рухаючись зі своїми військами на північ, неаполітанці Мюрата приєдналися до австрійців проти пасинка Наполеона, Ежена де Богарне, віце-короля профранцузького Італійськога королівства. Спочатку встановивши таємні переговори з Еженом, щоб обговорити можливості повторного переходу на інший бік, Мюрат нарешті перейшов на бік союзників і напав на П'яченцу. Після зречення Наполеона 11 квітня 1814 року та укладення Еженом перемир'я Мюрат повернувся до Неаполя. Однак його нові союзники не довіряли йому, і він переконався, що вони ось-ось скинуть його з престолу.
Після повернення Наполеона з Ельби в 1815 році, Мюрат завдав удару з Ріміні по австрійських військах у Північній Італії, що він вважав превентивною атакою. Держави на Віденському конгресі вважали, що він діє узгоджено з Наполеоном, але насправді це було не так, оскільки Наполеон тоді прагнув забезпечити визнання свого повернення до Франції за допомогою обіцянок миру, а не війни. 2 квітня Мюрат увійшов до Болоньї без бою. Однак невдовзі він почав стрімко відступати, коли австрійці переправилися через річку По в Окккьобелло, а його неаполітанські війська розпалися при перших ознаках сутички. Мюрат відступив до Чезени, потім до Анкони, а потім до Толентіно. У Битві при Толентіно 3 травня 1815 року неаполітанська армія була розбита. Хоча Мюрат втік до Неаполя, його становище було безнадійним, і невдовзі він продовжив втечу, покинувши Неаполь і вирушивши до Франції.
Фердинанд IV і III невдовзі був відновлений, і наполеонівське королівство припинило своє існування. Віденський конгрес підтвердив володіння Фердинандом обома його давніми королівствами, Неаполем і Сицилією, які були об'єднані в 1816 році в Королівство Обох Сицилій, яке проіснувало до 1861 року.

## Державні символи

Прапор (1806–1808)
Прапор (1808–1811)
Прапор  (1811–1815)
Цивільний прапор
Великий герб  (1806–1808) Жозеф Бонапарт
Великий герб 1808–1815 Йоахім Мюрат